# 刀魂男孩 / 和服噴射女孩
「刀魂男孩 / 和服噴射女孩」（ソウルエッジボーイ / キモノジェットガール）是日本的音樂团体AAA的第8张单曲。2006年7月19日由avex trax发售。

## 概要
- 「刀魂男孩 / 和服噴射女孩」是第一張2A單曲。「刀魂男孩」是男子組成員的歌曲，而「和服噴射女孩」是女子組成員的歌曲。
- 「刀魂男孩」是遊戲仙境傳說的主題曲。
- 此單曲有3個版本，分別有「boys ver.」、「girls ver.」和「CD ONLY」。各版本收錄不同的Music Clip。「boys ver.」和「girls ver.」收錄了「美麗的天空」的「美麗的天空 (Live Version)」，而「CD ONLY」收錄了「Friday Party」的「Friday Party (Live version)」
- 在7月31日於公信榜单曲週排行榜取得第12位。

## 收录内容

### CD+DVD（boys ver.）
CD
1. 刀魂男孩
（作詞：ササキオサム 作曲：大西克巳　編曲：柴崎浩）
2. 和服噴射女孩
（作詞・作曲：21st Century Stars (ROLLY Ster KATO Ster)　編曲：吉本匡孝）
3. 美麗的天空 (Live Version)
4. 刀魂男孩（Instrumental）
5. 和服噴射女孩（Instrumental）

DVD
1. 刀魂男孩（Music Clip）

### CD+DVD（girls ver.）
CD
1. 刀魂男孩
2. 和服噴射女孩
3. 美麗的天空 (Live Version)
4. 刀魂男孩（Instrumental）
5. 和服噴射女孩（Instrumental）

DVD
1. 和服噴射女孩（Music Clip）

### CD ONLY
1. 刀魂男孩
2. 和服噴射女孩
3. Friday Party (Live version)
4. 刀魂男孩（Instrumental）
5. 和服噴射女孩（Instrumental）